# Charlotta L. Bjälkebring
Charlotta Elsa Linnea Bjälkebring, född 13 maj 1960 i Stockholm (Farsta), är en svensk politiker (vänsterpartist). Hon var ordinarie riksdagsledamot 1994–2002, invald för Södermanlands läns valkrets.
I riksdagen var hon ledamot i kulturutskottet 1994–2002 och Nordiska rådets svenska delegation 1996–2002. Hon var även suppleant i försvarsutskottet, socialutskottet och utbildningsutskottet.